# Rho Ceti
Rho Ceti (ρ Ceti, förkortat Rho Cet, ρ Cet) som är stjärnans Bayerbeteckning, är en ensam stjärna belägen i den östra delen av stjärnbilden Valfisken (stjärnbild). Den har en skenbar magnitud på 4,89 och är svagt synlig för blotta ögat där ljusföroreningar ej förekommer. Baserat på parallaxmätning inom Hipparcosuppdraget på ca 7,2 mas, beräknas den befinna sig på ett avstånd av ca 460 ljusår (ca 140 parsek) från solen.

## Egenskaper
Rho Ceti är en vit stjärna i huvudserien av spektralklass A0 V. Den har en uppskattad radie som är ca 3,1 gånger större än solens radie och utsänder från dess fotosfär ca 178 gånger mera energi än solen vid en effektiv temperatur på ca 8 900 K.
Rho Ceti roterar snabbt med en projicerad rotationshastighet på 219 km/s, vilket ger stjärnan en något tillplattad form med en ekvatorialradie som är ca 10 procent större än polarradien.